# Тихая Сосна
Ти́хая Сосна́ — река в Белгородской и Воронежской областях России, правый приток Дона. Длина 161 км, площадь бассейна 4350 км². Течёт в северо-восточном направлении.

## Гидрография
Река берёт начало на юго-восточных склонах Среднерусской возвышенности близ села Покровка Волоконовского района Белгородской области. Далее течёт через земли Красногвардейского и Алексеевского районов Белгородской и Острогожского — Воронежской областей. Питание преимущественно снеговое и отчасти родниковое. Половодье в марте—апреле. Среднегодовой расход воды — в 87 км от устья 5,9 м³/с. Скорость течения — 0,1—0,2 м/с. Ледостав — в середине декабря, толщина льда — 0,3—0,6 м. В тёплые зимы бывает временное вскрытие. Долина на большом протяжении хорошо разработана, левый берег высокий, правый — низменный. Берега изрезаны оврагами и балками, в ряде мест имеются обнажения коренных пород (мела, мергелей и др.) Местами высоко над низменной поймой реки возвышаются меловые горы-останцы, с вершин которых открывается превосходная перспектива. В одной из таких меловых гор русскими монахами в 1830-х годах был выдолблен православный храм, ныне получивший известность под именем пещерной церкви в Больших Дивах в Дивногорье.
Притоки (км от устья)
- 56 км: река Камышенка (Ольшанка)
- 110 км: река Усердец
- 135 км: река Сосна (ручей Тихая Сосна)[3][4]

## Ландшафт
Берега реки ныне преимущественно заняты под сельскохозяйственные угодья. Впрочем, в некоторых местах сохранились дубравы и широколиственно-плодовые леса (дикая яблоня, дикая груша, липа, дуб). В низовьях — степные и лесостепные ландшафты. Из животных в долине реки встречаются зайцы, лисы, из птиц — редкая дрофа.

## Растительность
В прибрежных местах произрастает осока, роголистник, рогоз, тростник, камыш, кувшинки, жёлтые кубышки. Летом во многих местах поверхность покрыта ряской.

## Рыбы
Наиболее распространены мелкие виды рыбы: окунь, плотва, краснопёрка, голавль, ёрш, сибиль (уклейка), а среди средних и крупных видов: лещ, судак, сом, щука. В настоящее время большие экземпляры встречаются всё реже. Промысел рыб не ведётся, развито спортивно-любительское рыболовство.
В 1924 году в реке была поймана белуга, вес которой составил 1227 килограммов. В брюхе этой рыбы находилось 245 кг чёрной икры. Этот случай занесён в Книгу рекордов Гиннесса, как факт добычи самой дорогой рыбы в мире.

## Населённые пункты
На Тихой Сосне расположены города Бирюч, Алексеевка и Острогожск.

## Археология
- Кремнёвые орудия с реки Тихая Сосна вблизи города Алексеевка относятся к эпохе палеолита[7].
- При впадении в Тихую Сосну речки Ольшанки в 40 км от Маяцкого городища находится Верхне-Ольшанский археологический комплекс (Ольшанское городище)[8][9].